# Cré
Cré és un municipi francès situat al departament del Sarthe i a la regió de País del Loira. L'any 2007 tenia 803 habitants.

## Demografia

### Població
El 2007 la població de fet de Cré era de 803 persones. Hi havia 288 famílies de les quals 52 eren unipersonals (16 homes vivint sols i 36 dones vivint soles), 88 parelles sense fills, 132 parelles amb fills i 16 famílies monoparentals amb fills.
La població ha evolucionat segons el següent gràfic:
Habitants censats

### Habitatges
El 2007 hi havia 354 habitatges, 293 eren l'habitatge principal de la família, 46 eren segones residències i 15 estaven desocupats. 351 eren cases i 2 eren apartaments. Dels 293 habitatges principals, 233 estaven ocupats pels seus propietaris, 53 estaven llogats i ocupats pels llogaters i 7 estaven cedits a títol gratuït; 21 tenien dues cambres, 56 en tenien tres, 79 en tenien quatre i 136 en tenien cinc o més. 230 habitatges disposaven pel capbaix d'una plaça de pàrquing. A 95 habitatges hi havia un automòbil i a 170 n'hi havia dos o més.

### Piràmide de població
La piràmide de població per edats i sexe el 2009 era:
| Homes | Edats   | Dones |
| ----- | ------- | ----- |
| 0     | 95 o +  | 0     |
| 0     | 90 a 94 | 0     |
| 4     | 85 a 89 | 0     |
| 8     | 80 a 84 | 8     |
| 4     | 75 a 79 | 16    |
| 16    | 70 a 74 | 12    |
| 20    | 65 a 69 | 32    |
| 8     | 60 a 64 | 4     |
| 4     | 55 a 59 | 12    |
| 16    | 50 a 54 | 12    |
| 40    | 45 a 49 | 40    |
| 24    | 40 a 44 | 28    |
| 16    | 35 a 39 | 28    |
| 20    | 30 a 34 | 20    |
| 28    | 25 a 29 | 32    |
| 20    | 20 a 24 | 8     |
| 32    | 15 a 19 | 20    |
| 20    | 10 a 14 | 40    |
| 48    | 5 a 9   | 4     |
| 8     | 0 a 4   | 16    |

## Economia
El 2007 la població en edat de treballar era de 481 persones, 376 eren actives i 105 eren inactives. De les 376 persones actives 344 estaven ocupades (187 homes i 157 dones) i 32 estaven aturades (12 homes i 20 dones). De les 105 persones inactives 33 estaven jubilades, 33 estaven estudiant i 39 estaven classificades com a «altres inactius».

### Ingressos
El 2009 a Cré hi havia 295 unitats fiscals que integraven 800 persones, la mediana anual d'ingressos fiscals per persona era de 15.702 €.

### Activitats econòmiques
Dels 15 establiments que hi havia el 2007, 1 era d'una empresa de fabricació d'altres productes industrials, 5 d'empreses de construcció, 1 d'una empresa de comerç i reparació d'automòbils, 1 d'una empresa de transport, 1 d'una empresa d'hostatgeria i restauració, 1 d'una empresa financera, 1 d'una empresa immobiliària, 3 d'empreses de serveis i 1 d'una empresa classificada com a «altres activitats de serveis».
Dels 7 establiments de servei als particulars que hi havia el 2009, 1 era un paleta, 1 guixaire pintor, 1 lampisteria, 1 electricista, 1 empresa de construcció, 1 perruqueria i 1 restaurant.
L'únic establiment comercial que hi havia el 2009 era una botiga de més de 120 m².
L'any 2000 a Cré hi havia 19 explotacions agrícoles que ocupaven un total de 592 hectàrees.

## Equipaments sanitaris i escolars
El 2009 hi havia una escola elemental.

## Poblacions més properes
El següent diagrama mostra les poblacions més properes.